# Anthony Foley
Anthony Gerard Foley (Limerick, 30 de octubre de 1973 — Suresnes, 16 de octubre de 2016) fue un jugador y entrenador irlandés de rugby que se desempeñó como Número 8.

## Biografía
Fue hijo de Brendan Foley y hermano de Rosie Foley, ambos también destacados jugadores de rugby que representaron a sus respectivos seleccionados.
Foley que tenía un edema pulmonar, falleció de muerte súbita cardíaca el 16 de octubre de 2016 durante su estancia en un hotel de Suresnes. Se encontraba concentrado con Munster Rugby para enfrentar al Racing Métro 92 por la Copa de Campeones 2016–17.
El 5 de noviembre de 2016 en el estadio Soldier Field de Chicago, antes de iniciar el partido entre Irlanda y los All Blacks, se le rindió homenaje. Luego se produjo la primera victoria de los irlandeses sobre los neozelandeses en la historia.

## Carrera
Debutó en la primera del Shannon RFC en 1992, nunca cambió de club y jugó con él hasta 2007. En 1995 fue contratado por el Munster Rugby; fue capitán del equipo, ganó todos los títulos posibles en Europa y jugó con él hasta su retiro en 2008.

### Entrenador
En 2014 fue nombrado entrenador del equipo de toda su vida; el Munster Rugby, estuvo a cargo del equipo desde el 1 de julio hasta su fallecimiento.

## Selección nacional
Fue convocado al XV del Trébol por primera vez en enero de 1995 para enfrentar al XV de la Rosa. Fue capitán en tres ocasiones y jugó su último partido en marzo de 2005 contra los Dragones rojos. En total jugó 62 partidos y marcó cinco tries (25 puntos).

### Participaciones en Copas del Mundo
Disputó dos Copas del Mundo; Sudáfrica 1995 donde los irlandeses cayeron en cuartos de final ante Les Bleus y Australia 2003 donde su seleccionado volvió a perder en la misma instancia y contra el mismo rival.
| Mundial                       | Sede      | Resultado        | PJ | Tries |
| ----------------------------- | --------- | ---------------- | -- | ----- |
| Copa Mundial de Rugby de 1995 | Sudáfrica | Cuartos de final | 1  | 0     |
| Copa Mundial de Rugby de 2003 | Australia | Cuartos de final | 2  | 0     |

## Palmarés
- Campeón de la Copa de Campeones de 2005–06 y 2007–08.
- Campeón de la Liga Celta de 2002–03.
- Campeón de la Copa Celta de 2004–05.
- Campeón de la All-Ireland League de 1994–95, 1995–96, 1996–97, 1997–98 y 2001–02.